# 438973 Masci
438973 Masci è un asteroide della fascia principale. Scoperto nel 2010, presenta un'orbita caratterizzata da un semiasse maggiore pari a 3,1250741 UA e da un'eccentricità di 0,2399614, inclinata di 11,66297° rispetto all'eclittica.